# Lichenochora epidesertorum
Lichenochora epidesertorum är en lavart som beskrevs av Nav.-Ros. 1998. Lichenochora epidesertorum ingår i släktet Lichenochora, ordningen Phyllachorales, klassen Sordariomycetes, divisionen sporsäcksvampar och riket svampar.   Inga underarter finns listade i Catalogue of Life.